# Cristina for You
Cristina for You è una raccolta della cantante Cristina D'Avena, commercializzata nell'autunno del 2009 attraverso il circuito delle edicole in abbinamento editoriale con il settimanale TV Sorrisi e Canzoni; nel 2011 è stata ristampata per essere distribuita nei canali di vendita tradizionali.
È composta da due CD: il primo disco contiene principalmente le nuove sigle della stagione televisiva 2008/09, il secondo una raccolta di successi degli anni '80 e '90 in ordine cronologico (partendo dal 1982 con Canzone dei Puffi e concludendo con Rossana del 2000), fatta eccezione per gli ultimi due brani (la traccia 15 risalente al 1986 e la traccia 16 risalente al 1995) inseriti in coda per un errore di compilazione.

## Tracce
CD1
1. Blue Dragon (testo: Fabio Gargiulo, Max Longhi, Giorgio Vanni – musica: Max Longhi, Giorgio Vanni)
2. Ma che melodia (testo: Cristina D'Avena – musica: Goffredo Orlandi)
3. Angel's Friends (testo: Antonio Divincenzo – musica: Danilo Bernardi, Giuseppe Zanca)
4. Akubi Girl (testo: Alessandra Valeri Manera – musica: Max Longhi, Giorgio Vanni)
5. All'arrembaggio! (testo: Alessandra Valeri Manera – musica: Max Longhi, Giorgio Vanni)
6. Il segreto della sabbia (testo: Alessandra Valeri Manera – musica: Max Longhi, Giorgio Vanni)
7. Principesse gemelle (testo: Cristina D'Avena – musica: Max Longhi, Giorgio Vanni)
8. Hamtaro piccoli criceti, grandi avventure (testo: Alessandra Valeri Manera – musica: Max Longhi, Giorgio Vanni)
9. Prince of Tennis (testo: Alessandra Valeri Manera – musica: Max Longhi, Giorgio Vanni)
10. Le Avventure di Piggley Winks (testo: Alessandra Valeri Manera – musica: Max Longhi, Giorgio Vanni)
11. Gadget e i Gadgettini (testo: Alessandra Valeri Manera – musica: Max Longhi, Giorgio Vanni)
12. Mirmo (testo: Alessandra Valeri Manera – musica: Max Longhi, Giorgio Vanni)
13. Mew Mew amiche vincenti (testo: Alessandra Valeri Manera – musica: Cristiano Macrì)
14. Pokémon Diamante e Perla (testo: Graziella Caliandro – musica: Max Longhi, Giorgio Vanni)
15. Le fiabe di Fata Cri (testo: Cristina D'Avena – musica: Max Longhi, Giorgio Vanni)
16. Doraemon (testo: Alessandra Valeri Manera – musica: Max Longhi, Giorgio Vanni)

CD2
1. Canzone dei Puffi (testo: Victor Szell[1], Alessandra Valeri Manera[2] – musica: Dan Lacksman)
2. Pollon, Pollon combinaguai (testo: Alessandra Valeri Manera, Vladimiro Albera – musica: Piero Cassano)
3. Kiss me Licia (testo: Alessandra Valeri Manera – musica: Giordano Bruno Martelli)
4. Occhi di gatto (testo: Alessandra Valeri Manera – musica: Carmelo Carucci)
5. L'incantevole Creamy (testo: Alessandra Valeri Manera – musica: Giordano Bruno Martelli)
6. Mila e Shiro due cuori nella pallavolo (testo: Alessandra Valeri Manera – musica: Carmelo Carucci)
7. Jem (testo: Alessandra Valeri Manera – musica: Carmelo Carucci)
8. Arriva Cristina (testo: Alessandra Valeri Manera – musica: Carmelo Carucci)
9. È quasi magia, Johnny! (testo: Alessandra Valeri Manera – musica: Carmelo Carucci)
10. Una spada per Lady Oscar (testo: Alessandra Valeri Manera – musica: Carmelo Carucci)
11. Il mistero della pietra azzurra (testo: Alessandra Valeri Manera – musica: Carmelo Carucci)
12. Sailor Moon (testo: Alessandra Valeri Manera – musica: Carmelo Carucci)
13. Piccoli problemi di cuore (testo: Alessandra Valeri Manera – musica: Franco Fasano)
14. Rossana (testo: Alessandra Valeri Manera – musica: Franco Fasano)
15. Memole dolce Memole (testo: Alessandra Valeri Manera – musica: Giordano Bruno Martelli)
16. Che campioni Holly e Benji!!! (testo: Alessandra Valeri Manera – musica: Silvio Amato)